# 中山眞琴
中山 眞琴（なかやま まこと、1955年 - ）は、日本の建築家・インテリアデザイナー。北海道出身。株式会社中山眞琴アーキテクツ代表。

## 略歴
- 1978年 多摩美術大学美術学部建築科（現:環境デザイン学科）卒業。
- 1980年 多摩美術大学大学院建築デザインコース修士課程を修了。
- 1980年 高村デザイン事務所
- 1988年 から株式会社ナカヤマ・アーキテクツ代表
- 2013年 株式会社nAナカヤマアーキテクツ設立
- 2021年 株式会社中山眞琴アーキテクツに商号変更

## 受賞歴
- 1996年 北海道建築奨励賞 新人賞受賞
- 1997年 第20回INAXデザインコンテスト 銅賞
- 1998年 第21回INAXデザインコンテスト テーマ賞
- 2000年 第22回INAXデザインコンテスト 銅賞
- 2002年 第3回ダントー TILE　DESIGN　CONTEST入賞
- 2002年 第28回北海道建築賞審査員特別賞
- 2003年 東京ガス「あたたかな住空間」入賞
- 2003年 第24回INAXデザインコンテスト銅賞
- 2005年 第26回INAXデザインコンテスト銅賞
- 2006年 第2回日本建築大賞2006 BEST10
- 2006年 きらりと光る北の建築賞
- 2007年 第8回ダントー TILE　DESIGN　CONTEST入賞
- 2007年 JCDデザインアワード2007入賞
- 2007年 NASHOP Lighting Awards’07 飲食部門 優秀賞
- 2007年 札幌市都市景観賞
- 2008年 第9回ダントー TILE　DESIGN　CONTEST入賞
- 2008年 バルセロナ World Architecture Festival ﾌｧｲﾅﾘｽﾄ
- 2008年 第2回AICA ショップデザインコンテスト 特別賞
- 2008年 第29回INAX デザインコンテスト 入賞
- 2009年 第10回ダントー TILE　DESIGN　CONTEST入賞
- 2009年 グッドデザイン賞 受賞
- 2010年 グッドデザイン賞 受賞
- 2010年 JCDデザインアワード2010 銀賞
- 2011年 EuroShop//JAPAN SHOP Award グランプリ受賞、SINGAPORE TATLER 'HOMES' BEST HOMES 2010 BEST4
- 2012年 環境大臣賞 金賞
- 2015年 第 40回日本建築学会 北海道建築賞
- 2015年 World Architecture Festival 最優秀賞
- 2015年 JCDデザインアワード 銀賞
- 2015年 LEAF AWARDS 2015 ファイナリスト
- 2015年 2A Asia Architecture Award ファイナリスト
- 2015年 World Architecture Community Awards
- 2015年 ASIA PACIFIC DESIGN AWARDS
- 2015年 JCD北海道支部デザインアワード2015 最優秀賞
- 2015年 グッドデザイン賞
- 2015年 第28回 日経ニューオフィス賞
- 2015年 第3回 北海鋼機デザインアワード 最優秀賞
- 2017年 A Design Award (銀賞)受賞
- 2018年 The International Architecture Awards at The Chicago Athenaeum受賞 [1]